# Orthozona karapina
Orthozona karapina är en fjärilsart som beskrevs av Embrik Strand 1920. Orthozona karapina ingår i släktet Orthozona och familjen nattflyn. Inga underarter finns listade i Catalogue of Life.